# Kozak System

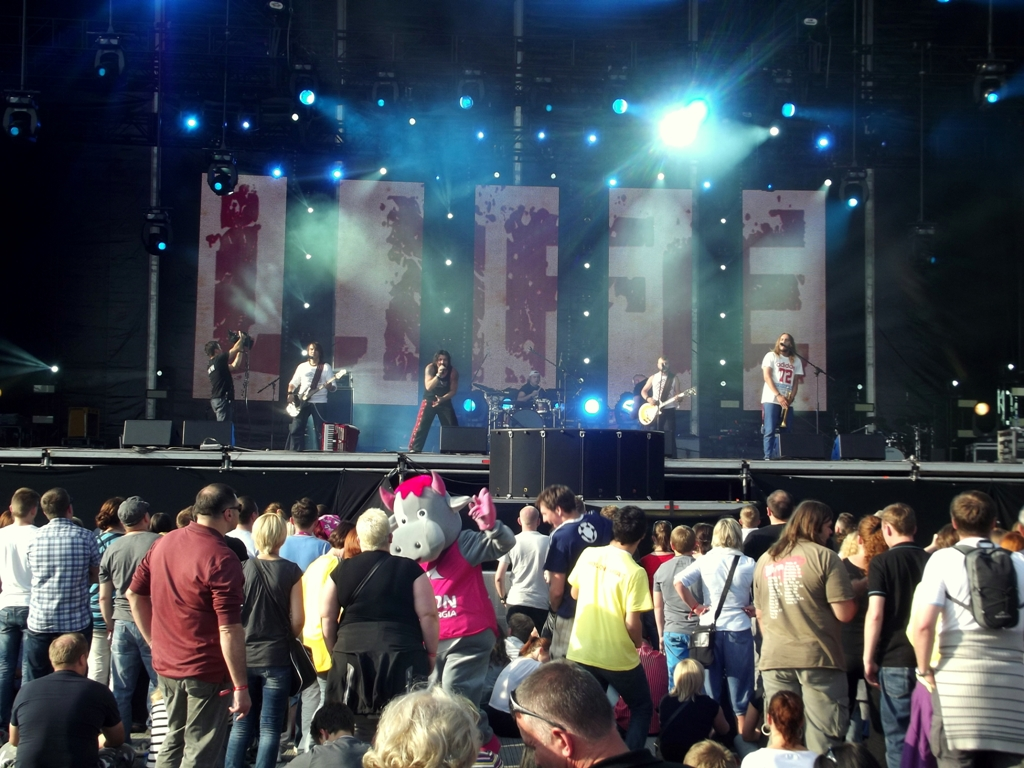
Kozak System podczas Life Festival Oświęcim, 29 czerwca 2013 roku

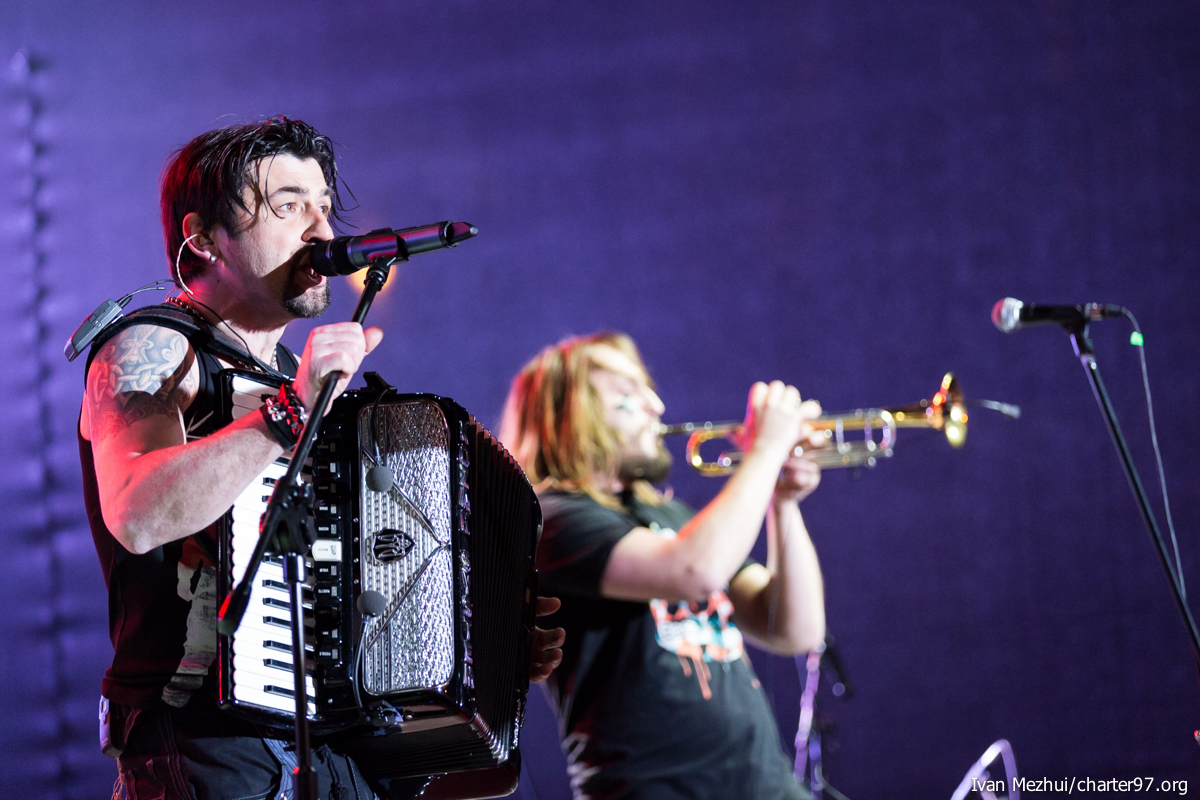
Kozak System podczas koncertu „Solidarni z Białorusią” w Warszawie, 12 kwietnia 2014 roku. Od lewej: Iwan i Soł

Kozak System (ukr. Козак Систем) – ukraiński zespół muzyczny, powstały w lutym 2012 roku z byłych członków grupy Hajdamaky. Muzykę zespołu określa się jako: rock, ska, punk, reggae, kozak-rock i tradycyjna muzyka ukraińska oraz bałkańska.

## Historia
Kozak System utworzyli byli członkowie zespołu Hajdamaky, którzy opuścili grupę po konflikcie z jej liderem, Ołeksandrem Jarmołą. W 2012 roku muzycy realizowali wspólne projekty z Tarasem Czubajem i Saszką Położynskim. W kwietniu 2012 roku został nakręcony teledysk do utworu „Szabla”, który stał się pierwszym singlem zapowiadającym nadchodzący album. Reżyserią zajął się Serhij Tachmazowm, a główną rolę w klipie zagrał polityk Dmytro Korczynski. W tym samym roku klipu w reżyserii Tarasa Dronia doczekał się utwór „Taka spokusływa”, w którym udział wzięli Irena Karpa i Ostap Stupka. Jesienią 2012 roku zakończyły się prace nad pierwszą płytą zespołu, która, jak promujący ją singel, otrzymała tytuł „Szabla”. Do współpracy zaproszono wielu ukraińskich muzyków i literatów – wśród nich znaleźli się: Saszko Położynski (zespół Tartak), Andrij Sereda (zespół Komu Wnyz), Katia Chill, Dmytro Łazutkin, Jurko Izdryk i Serhij Żadan. Premiera albumu na Ukrainie odbyła się w listopadzie 2012 roku, zaś w Polsce płyta ukazała się w lutym 2013, nakładem wytwórni Lou&Rocked Boys.
W noc sylwestrową 2013 roku muzycy reprezentowali Ukrainę podczas Gorodskiego nowogodnego fiestiwalu (ros. Городской новогодний фестиваль, Miejski festiwal noworoczny) na Placu Czerwonym w Moskwie, gdzie zagrali wspólnie z artystami z Mołdawii, Gruzji i Federacji Rosyjskiej, w tym m.in. grupami Zdob și Zdub, Drymbadadzyga i Iwan Kupała. 7 czerwca 2014 roku Kozak System wystąpił wspólnie z Marylą Rodowicz na 51. Festiwalu w Opolu z piosenką „I warto czekać”. 3 września razem z siostrami Telniuk zespół nagrał i udostępnił utwór „Powertajsia żywym”.
W styczniu 2018 roku zostali ogłoszeni półfinalistami ukraińskich eliminacji do 63. Konkursu Piosenki Eurowizji.

### Udział w Euromajdanie
Muzycy Kozak system aktywnie wspierali Euromajdan, dając podczas wieców kilka wystąpień, a także zachęcając ludzi do wzięcia udziału w protestach na Placu Niepodległości. Ponadto lider grupy Iwan Łenio wraz ze znajomymi artystami wyszli z inicjatywą stworzenia wspólnie czegoś, co mogłoby podnieść na duchu tysiące protestujących. Po nocy z 1 grudnia, bez przygotowania i prób powstał swego rodzaju hymn Euromajdanu. Muzycy grupy oraz Taras Czubaj, Serhij Fomenko, Marija Burmaka, Ołeh Sobczuk, Anżelika Rudnycka, Ołena Hrozowska, Eduard Prystupa, Jurij Żurawel, Sienia Prysiażny, Irena Karpa, Dmytro Łazutkin, Ołeksandr Pipa, Wadym Krasnooki, Ołeś Donij, Rusłana Łyżyczko, Swiatosław Wakarczuk, Antin Mucharski, Jewhen Nyszczuk, Serhij Pantiuk nagrali razem wideoklip do utworu Kozak systemu „Brat za brata” ze słowami Saszy Położynskiego, w którym naprzemiennie pojawiają się ujęcia ze studia nagrań oraz sceny z protestów z Kijowa, gdzie studenci ścierają się z siłami rządowymi w nocy 1 grudnia.
22 stycznia 2014 studio nagrań Lou&Rocked Boys opublikowało w serwisie internetowym YouTube utwór „Brat za brata”, dzieło współpracy grupy Enej, Kozak system oraz Maleo Reggae Rockers i zarazem gest solidarności z Ukraińcami protestującymi w Kijowie. Jest to polska wersja utworu „Brat za brata” z 2012 roku z autorskim tekstem grup Enej i Maleo Reggae Rockers.

## Muzycy
- Iwan Łenio – wokal, akordeon, syntezatory
- Ołeksandr Demjanenko (Dem) – gitara elektryczna, mandolina, wokal
- Wołodymyr Szerstiuk (Wowa) – gitara basowa, wokal
- Serhij Borysenko (Boriska) – perkusja, wokal
- Serhij Sołowij (Soł) – trąbka, wokal

## Dyskografia

### Albumy studyjne
- 2012: Szabla (ukr. Шабля)
- 2015: Żywy i luby (ukr. Живи і люби)
- 2018: Ne moja (ukr. Не моя)

### Współpraca
- 2014: Pisni samonawedennia (ukr. Пісні самонаведення) – Kozak System і Taras Czubaj

## Wideoklipy
| Rok  | Klip                                            | Pisownia także                             | Reżyseria                         | Album       |
| ---- | ----------------------------------------------- | ------------------------------------------ | --------------------------------- | ----------- |
| 2012 | Szabla                                          | ukr. Шабля                                 | Serhij Tachmazow                  | Szabla      |
| 2012 | Taka spokusływa                                 | ukr. Така спокуслива                       | Taras Droń                        | Szabla      |
| 2014 | Brat za brata feat. Enej & Maleo Reggae Rockers | ukr. Брат за брата                         | Mateusz Winkiel                   |             |
| 2014 | Ne buło i ot                                    | ukr. Не було і от                          | Jurij Morozow                     | Żywy i luby |
| 2014 | Powertajsia żywym feat. Siostry Telniuk         | ukr. Повертайся живим feat. Сестри Тельнюк |                                   |             |
| 2014 | Sny                                             | ukr. Сни                                   | Jurij Morozow                     | Żywy i luby |
| 2015 | Bytym skłom                                     | ukr. Битим склом                           | Achtem Sejtabłajew                | Żywy i luby |
| 2015 | Na#uj manifest                                  | ukr. На#уй маніфест                        |                                   | Żywy i luby |
| 2015 | Koły wona                                       | ukr. Коли вона                             | Wład Razychowski                  | Żywy i luby |
| 2016 | Kryza S. W.                                     | ukr. Криза С. В.                           | Serhij Sołowij                    | Żywy i luby |
| 2016 | Ne moja                                         | ukr. Не моя                                | Wikor Pryduwałow                  | "Ne moja"   |
| 2017 | Moj druh                                        | ukr. Мій друг                              | Serhij Sołowij                    | "Ne moja"   |
| 2017 | U oseni oczi twoji                              | ukr. У осені очі твої                      | Dmytro Manifest                   | "Ne moja"   |
| 2018 | Ja widdam                                       | ukr. Я віддам                              | Ołeksij Sihałow                   | "Ne moja"   |
| 2018 | Farysejśka                                      | ukr. Фарисейська                           | Bohdan Sawluk                     |             |
| 2018 | Podaj zbroju                                    | ukr. Подай зброю                           | Hlib Babycz, Kostiantyn Mychajłow |             |
| 2018 | Taka, jak lito                                  | ukr. Така, як літо                         | Witalij Kłymow                    |             |